# A*Teens
A*Teens (inicialmente denominados ABBA Teens) fue un grupo pop sueco juvenil de Estocolmo, Suecia, activo entre 1998 y 2004. Integrado por Amit Paul, Dhani Lennevald, Marie Sernholt y Sara Lumholdt, su carrera comenzó como un grupo de versiones de ABBA aunque a partir de su segundo álbum pasaron a interpretar temas propios. En 2024 se volvieron a reunir. 
Durante su trayectoria publicaron cuatro álbumes de estudio y un quinto álbum compilatorio acreditando varios millones de álbumes y sencillos vendidos.

## Biografía
Su nombre inicial fue ABBA Teens, pero Björn Ulvaeus y Benny Andersson del grupo ABBA original, forzaron a que se le cambiara el nombre. Sin embargo, hasta la fecha siguen siendo reconocidos por muchas personas por su primer nombre, debido a que su primer álbum de estudio incluía temas del grupo ABBA adaptados a la moda electrónica por la que se atravesaba esos años. El primer sencillo que publicaron, «Mamma Mia», se acreditó con el nombre de ABBA Teens, aspecto que se modificó con la edición del primer álbum de estudio.
Sin embargo modificaron el nombre a A*Teens con el que se siguió denominando al grupo cuando incluso sus integrantes crecieron y dejaron de ser adolescentes.

### The Abba Generation (1999)
En noviembre de 1998 Marie, Sara, Dhani y Amit, que contaban con entre 14 y 15 años de edad, comenzaron a grabar lo que sería su álbum debut, The ABBA Generation, el cual era versiones actualizadas de éxitos del grupo pop de los 70 ABBA. El 7 de marzo de 1999 se produjo el debut oficial y finalmente salió al mercado escandinavo en mayo de 1999. El disco tuvo muy buena acogida y fue promocionado por canciones como «Mamma Mia», «Super Trouper», «Gimme! Gimme! Gimme! (a man after midnight)» y «Dancing Queen». El videoclip de «Dancing Queen» está inspirado en la película The Breakfast Club (1985) dirigida por John Hughes y de hecho Paul Gleason, actor que interpretara el papel del director en la película, interpreta el mismo rol.
El disco se colocó inmediatamente en el número 1 del ranking sueco y alcanzó difusión por todo el mundo, especialmente en Latinoamérica, donde tuvo el mayor número de ventas. Con el éxito alcanzado se especuló si el grupo continuaría reinterpretando temas de ABBA o trabajarían un repertorio propio.

"Las versiones de A*Teens de las gemas de ABBA como «Take A Chance On Me», «Mamma Mia», «Dancing Queen» y «Voulez Vous» no son brillantes, pero son agradables, y muestran lo bien que se han mantenido las canciones con el tiempo. No es sorprendente que la producción de alta tecnología suene tan europea como parece: cualquiera que aprecie el sonido Hi-NRG / Eurodance tendrá dificultades para dejar pasar los remakes de A*Teens de «S.O.S.», «Gimme! Gimme! Gimme! (A Man After Midnight)» y «Lay All Your Love On Me».(...) The ABBA Generation es un agradable, aunque no notable, testimonio de la durabilidad de las canciones de ABBA."
Alex Henderson (AllMusic) 

### Teen Spirit (2001)
En 2001 el grupo lanzó su segundo álbum de estudio llamado Teen Spirit. Con este álbum el grupo empezó a interpretar temas propios e inéditos a excepción de uno que no era de ABBA sino de E-Type otro artista de su discográfica Stockholm Records. Se fueron de gira por Estados Unidos junto con Aaron Carter. De este disco se incluyeron canciones como «Upside Down», «Halfway Around the World» y «Sugar Rush». Esta última canción también sería grabada por la banda estadounidense Dream Street, boy band activa entre 1999 y 2002, y fue incluido en su álbum debut meses después. Posteriormente se publicó una nueva edición, titulada Teen Spirit-New Version, incluyendo tres canciones adicionales.
Teen Spirit vendió 3 millones de unidades alrededor del mundo.[cita requerida]

"Esta vez, en lugar de estafar descaradamente a ABBA, eligen imitar el sonido característico del omnipresente superproductor pop sueco Max Martin, quien ha sido responsable de escribir y producir éxitos para *NSYNC, Britney Spears y Backstreet Boys. La mayoría de las canciones en el álbum están sacadas directamente del manual de Martin, con pistas rítmicas, letras sin sentido y armonías ligeras y mejoradas electrónicamente."
Jon Azpiri (AllMusic) 

### Pop 'Til You Drop! (2002) y New Arrival (2003)
Su tercer disco de estudio Pop 'Til You Drop! fue lanzado inicialmente en Estados Unidos y posteriormente en otros países. “La razón por la cual el álbum fue publicado antes en Estados Unidos que en el resto del mundo es simple. Lanzar un disco ahí requiere tiempo y esfuerzo. Con el propósito de concentrarse en el lanzamiento y dedicar suficiente tiempo a todos los países, fue necesario hacerlo primero en Estados Unidos y luego en Europa, Latinoamérica y Asia, un poco después”, explicó Amit. Durante este tiempo participaron en gira de conciertos con los grupos Play, LMNT y Jump 5. 

"Cuando los A-Teens rindieron homenaje a ABBA en The ABBA Generation de 1999 resultaba obvio que ninguno de los miembros del grupo tenía grandes voces. Pero tenían un excelente material para trabajar. (...) los A-Teens fueron capaces de proporcionar un tributo agradable, aunque sin complicaciones, a los Europoppers más famosos de Suecia. Pero Pop 'Til You Drop, el tercer álbum de los A-Teens, es otro tema. (...) Mientras que The ABBA Generation tenía una perspectiva más Hi-NRG / Eurodance, Pop' Til You Drop no tiene un sonido tan identificadamente europeo.(...) en general este álbum de bubblegum pop favorece más el enfoque pop adolescente estadounidense en la línea de Britney Spears, *NSYNC y Backstreet Boys."
Alex Henderson (AllMusic) 

En 2003 se lanzaría la versión europea e internacional titulada New Arrival que fue interpretado como un guiño al álbum Arrival incluyendo elementos gráficos como el helicóptero que figuraba en la portada del álbum de ABBA. Además de las canciones incluidas en Pop 'Til You Drop! también se incluían temas inéditos, algunos temas coescritos por los mismos miembros del grupo, y versiones como las canciones «One Night In Bangkok», interpretada originalmente por Murray Head en el musical Chess escrito por Benny Andersson, Björn Ulvaeus y Tim Rice, y «I Promised Myself» de Nick Kamen.
Comercialmente ya se le dio menor relevancia a sus orígenes musicales y empezaron a figurar más como el grupo pop que eran. Casi todo el disco fue grabado en Suecia, con productores estadounidenses, noruegos, daneses y suecos. También grabaron un dueto con el legendario roquero Alice Cooper para una versión pop de «School's Out». Otros temas que destacaron fue «Floorfiller», «Let Your Heart Do all the Talking», «Can't Help Falling in Love» y «A Perfect Match». Esta última canción cuenta con un cover, titulado «Daitan Ni Ikimashô», a cargo de la cantante japonesa Nami Tamaki.
Pop til you Drop! y New Arrival alcanzaron 1.600.000 de discos vendidos.

### Greatest Hits (2004)
En 2004 el grupo publicó un álbum compilatorio titulado Greatest Hits tras el cual anunciaron una pausa de dos años para lanzar proyectos en solitario. Las fotografías que ilustran la carátula son dos instantáneas en idéntica pose por parte de los miembros del grupo pero con 5 años de diferencia. Este ha sido el último álbum de estudio publicado bajo el nombre A*Teens y, en la actualidad, cada miembro se ha dedicado a diferentes sus proyectos individuales. 
Greatest Hits alcanzó las 500.000 unidades.

### Disolución y proyectos posteriores
Desde diciembre de 2004 la página web oficial del grupo A-Teens.com, de cuyo mantenimiento se encargaba Magnus su fotógrafo oficial, no se actualizaba y tiempo después fue clausurada. El saludo de Navidad que se veía en la página principal fue hecho creado para la Navidad del año previo. En la página también existía un foro llamado "Ask to the A*Teens" (Pregúntale a los A*Teens), exclusivo para miembros del sitio, allí le dejaban mensajes con preguntas a cualquiera de los miembros del grupo y contestaban regularmente. Tras la separación el foro fue clausurado.
El 15 de abril de 2006 fue confirmada oficialmente la separación del grupo, en una decisión de común acuerdo por todos sus integrantes, por Marie Serneholt a través de su sitio oficial de internet poco después de estrenarse como solista. En dicho sitio declaró: "Los A-Teens no son más que un recuerdo ahora, todos hemos empezado nuestros propios proyectos." Marie grabó su primer álbum de estudio Enjoy The Ride (2006) y esporádicamente ha editado sencillos como «Disconnect Me» (2009) y «Salt And Pepper» (2012). También ha participado en programas de televisión, como la versión sueca de "Estrellas sobre el hielo", y ejerce como presentadora en ese medio.
Amit Paul escribió en su web: "Nos dimos cuenta de que es mejor terminar cuando todavía estás en la cima y durante todo el viaje que habíamos hecho, nos habíamos durado uno para el otro, para mí personalmente la principal razón fue que empecé a escribir mis canciones a lo largo de los años y fue el inicio de sentir que quería hacer algo solo para mí." En solitario grabó los sencillos «Stay» y «My Elysium» (2007) y un álbum de estudio titulado «Songs In A Key Of Mine» (2008) y a su vez realizó un videoclip del sencillo «Judge You», el cual obtuvo muy buenas críticas. En la actualidad está desvinculado del mundo musical.
Sara Lumholdt declaró que la razón principal del porqué la banda había decidido terminar fue que se sentían agotados debido a los compromisos laborales que los hacían pasar 300 días al año fuera de casa durante los años que duraron como grupo. En solitario estuvo trabajando en la elaboración de su primer álbum en solitario, cuyo nombre en preproducción era Back to You e incluía canciones como «Let's get physical», «Glamour bitch» «First», «Mr. Right Now» y «Another song about you» que finalmente no fue publicado. En 2011 participó en el concurso Melodiefestivalen, que selecciona la canción que representa a Suecia en el Festival de Eurovisión, con la canción «Enemy».
Dhani Lennevald por su parte publicó esporádicamente canciones en solitario como «Girl Talk» (2004) o «Let's Do It Again» (2005). También ha ejercido como cantante con Avicci, en el sencillo «Without You» (2017), y con Sandro Cavazza en la canción «Don't Hold Me» (2017). Sin embargo su labor musical más importante, que ejerce en la actualidad, ha sido la composición y producción de canciones para artistas, además de Avicci y Sandro Cavazza, como Zowie, Betty Spaghetty, Anton Ewald o Drew.

### 2024-presente: Regreso
En febrero de 2024, se anunció que el grupo se había reformado, y que se reuniría con una actuación en el concurso musical sueco Melodifestivalen 2024.

## Discografía
Para una lista completa de todas las canciones, ver Lista de canciones de A-Teens

### Álbumes de estudio
- The ABBA Generation (1999) 4.000.000
- Teen Spirit (2001) 2.400.000
- Pop 'Til You Drop! (2002) 1.200.000
- New Arrival (2003) 1.600.000
- Greatest Hits (2004) 500.000

### Apariciones en bandas sonoras
- My Little Vampire (2000) - «Gimme! Gimme! Gimme! (A Man After Midnight)»
- Miss Congeniality (2000) - «Dancing Queen»
- Head Over Heels (2001) - «Take a Chance on me»
- The Princess Diaries (2001) - «Heartbreak Lullaby»
- Lilo & Stitch (2002) - «Can't Help Falling in Love»
- Kimpossible (2003) - «This Year»

### Otras compilaciones
- Cool Generation (2000) - «Gimme! Gimme! Gimme! (A Man After Midnight)»
- Top Of The Pops Summer (2001) - «Upside Down»
- Hits for Kids (2001) - «Mamma Mia»
- DisneyMania (2002) - «Under the Sea»
- Radio Hits 2004 (2004) - «I Promised Myself»
- Radio Disney: Ultimate Jams, Vol. 1-6 (2004) - «Can't Help Falling in Love»
- Girlz Rock (2005) - «Can't Help Falling in Love»

### Sencillos
- «Mamma Mia» (1999)
- «Super Trouper» (1999)
- «Gimme! Gimme! Gimme! (A Man After Midnight)» (1999)
- «Happy New Year» (1999)
- «Dancing Queen» (2000)
- «Take A Chance On Me» (Promocional, lanzado sólo en España y Latinoamérica) (2000)
- «The Name Of The Game» (2000)
- «Upside Down» (2000)
- «Halfway Around the World» (2001)
- «Sugar Rush» (2001)
- «...To The Music» (2001)
- «Heartbreak Lullaby» (2001)
- «Can't Help Falling in Love» (2002)
- «Floorfiller» (2002)
- «A Perfect Match» (2003)
- «Bounce With Me» (Promocional exclusivo, lanzado sólo en Suecia) (2003)
- «Let Your Heart Do all the Talking» (Promocional exclusivo de 100 copias publicado sólo en Suecia) (2003)
- «I Promised Myself» (2004)

### DVD
- Upside Down: sencillo en DVD que contiene los videos «Mamma Mia» y «Upside Down»
- The DVD Collection: DVD que contiene los videos desde «Mamma Mia» hasta «Sugar Rush», más tres canciones inéditas en ese momento, una entrevista, y una galería de imágenes y discos lanzados hasta ese momento.
- Floorfiller: sencillo en DVD que contiene los videos «Floorfiller» y «Sugar Rush»

### Videos musicales
- «Mamma Mia»
- «Super Trouper»
- «Gimme! Gimme! Gimme! (A Man After Midnight)»
- «Dancing Queen»
- «The Name Of The Game» (Solo en Suecia)
- «Take A Chance On Me» (Solo en Europa)
- «Upside Down»
- «Halfway Around the World»
- «Sugar Rush»
- «Heartbreak Lullaby»
- «Can't Help Falling In Love»
- «Floorfiller»
- «A Perfect Match»
- «I Promised Myself»